# Guanfacina
La guanfacina è un composto chimico di formula C9H9Cl2N3O che in condizioni normali si presenta come un solido biancastro.

## Storia
La guanfacina è stata approvata per uso medico negli Stati Uniti nel 1986.
Nel 2017, è stato il 131° farmaco più comunemente prescritto negli Stati Uniti, con oltre cinque milioni di prescrizioni.

## Caratteristiche strutturali e fisiche
Dal punto di vista strutturale il composto fa parte delle acetammidi e presenta:
- due donatori di legami a idrogeno
- un accettore di legami a idrogeno
- 15 atomi pesanti
- superficie polare = 81,5 Å²
- massa monoisotopica = 245,0122673 Da

La sezione d'urto è pari a:
- 148,9 Å² [M+H]+
- 155,15 Å² [M+Na]+
- 148,43 Å² [M+H]+

## Reattività e caratteristiche chimiche
Del composto sono disponibili i seguenti spettri analitici:
- spettro GC-MS[6]
- spettro MS-MS[6]

## Farmacologia e Tossicologia
Il farmaco viene classificato come antipertensivo e sostanza adrenergica ad azione centrale.
Il farmaco deve essere assunto per via orale con o senza cibo, ma non deve essere somministrato con
pasti ad alto contenuto di grassi, perché possono aumentare l’esposizione, e nemmeno insieme al succo di pompelmo.

## Farmacocinetica
Meccanismo d'azione
La guanfacina è un agonista del recettore adrenergico alfa2A, in quanto ha un’affinità 15 - 20 volte più elevata per questo sottotipo di recettore rispetto ai sottotipi alfa2B o alfa2C.
Stimolando i recettori adrenergici alfa2A, riduce gli impulsi dei nervi simpatici dal centro vasomotore al cuore e ai vasi sanguigni. Ciò produce una riduzione della resistenza periferica e della pressione arteriosa e una riduzione della frequenza cardiaca.
La guanfacina è un non stimolante e il suo meccanismo d’azione nell’ADHD non è pienamente stabilito.
Le ricerche precliniche suggeriscono che moduli la segnalazione nella corteccia prefrontale e nei gangli della base, attraverso la modificazione diretta della trasmissione sinaptica di noradrenalina a livello dei recettori adrenergici alfa2.
Assorbimento
Il farmaco è rapidamente assorbito, con picco di concentrazione plasmatica raggiunto circa 5 ore dopo la somministrazione orale in pazienti pediatrici.
Negli adulti, l’esposizione media di guanfacina è aumentata (Cmax ~75% e AUC ~40%) quando guanfacina è stata assunta insieme a un pasto ad alto contenuto di grassi, rispetto all’assunzione a digiuno.
Distribuzione
Guanfacina si lega moderatamente alle proteine plasmatiche (circa 70%), indipendentemente dalla concentrazione del principio attivo.
Metabolismo
Guanfacina è metabolizzata tramite ossidazione mediata dal CYP3A4/5, con successive reazioni di fase II di solfatazione e glucuronidazione. Il principale metabolita in circolo è 3-OH-guanfacina solfato, che è priva di attività farmacologica.
Eliminazione
Guanfacina è eliminata dai reni, tramite filtrazione e secrezione attiva, e dal fegato. La secrezione renale attiva è mediata tramite il trasportatore OCT2. Almeno il 50% della clearance di guanfacina avviene per via epatica.
L’escrezione renale è la via di eliminazione principale (80%) e il farmaco progenitore rappresenta il 30% della radioattività urinaria.
I principali metaboliti urinari sono 3-idrossi guanfacina glucuronide, guanfacina diidrodiolo e 3-idrossi guanfacina solfato.
L’emivita di eliminazione di guanfacina è di circa 18 ore.

## Effetti del composto e usi clinici
Sembra che funzioni attivando i recettori α2A nel cervello, riducendo così l'attività del sistema nervoso simpatico.
Il composto, venduto con il marchio Intuniv, è indicato per il trattamento del disturbo da deficit di attenzione/iperattività (ADHD) nei bambini e adolescenti da 6 a 17 anni per i quali gli stimolanti non sono idonei, non sono tollerati o si sono dimostrati inefficaci.
Deve essere usato nel contesto di un esauriente programma di trattamento per l’ADHD, comprendente in genere misure di carattere psicologico, educativo e sociale.
Deve essere assunto sotto la supervisione di un idoneo specialista dei disturbi comportamentali dell’infanzia e/o dell’adolescenza.

## Controindicazioni ed effetti collaterali
Quando il farmaco è usato in concomitanza con inibitori o induttori del CYP3A4/5, le concentrazioni plasmatiche di guanfacina possono risultare aumentate o diminuite, con un potenziale effetto sull’efficacia e sulla sicurezza della stessa. Guanfacina può inoltre aumentare le concentrazioni plasmatiche dei medicinali metabolizzati tramite il CYP3A4/5 assunti in concomitanza.
La somministrazione concomitante di guanfacina e acido valproico può provocare un aumento delle
concentrazioni di quest'ultimo.
Le reazioni avverse segnalate con maggiore frequenza comprendono sonnolenza (40,6%), cefalea
(27,4%), affaticamento (18,1%), dolore addominale superiore (12,0%) e sedazione (10,2%). Le
reazioni avverse più gravi segnalate con frequenza comune comprendono ipotensione (3,2%), aumento
ponderale (2,9%), bradicardia (1,5%) e sincope (0,7%).
L'uso non è raccomandato durante la gravidanza o l'allattamento.